# Maison du sénéchal de Bretagne
Pour les articles homonymes, voir Maison du Sénéchal.
 (octobre 2009).
La maison du sénéchal de Bretagne est une demeure ancienne située à Bouin, dans le département de la Vendée. Elle fut dans sa partie ancienne construite au XVIIe siècle qui est l'époque de l’apogée du commerce du sel. 
La construction en fut ordonnée par des marchands de l’époque. Cependant, la tour rende qui sert d'escalier date du XXe siècle. Elle fut en effet remplacée à la suite d'un incendie en 1931.
Selon la légende, Gilles de Rais, seigneur de Machecoul, venait chasser dans le pays, et logeait dans ce pavillon. Par contre, il est avéré que le manoir a été, à certaines époques, la demeure du sénéchal de Bretagne, la taque de cheminée du salon en témoigne puisqu'elle porte les armes des Phélypeaux de Ponchartrain, seigneurs bretons de l'île de Bouin.
Cette propriété fut au XIXe siècle celle d'Achille Le Cler, maire de Bouin, puis plus tard celle de Raoul Pelote, également maire de Bouin. Elle appartient toujours à la famille.